# فرودگاه سوت پورت
فرودگاه سوت پورت (به انگلیسی: Southport Airport) یک فرودگاه همگانی با کد یاتا SHQ است . این فرودگاه در کشور استرالیا قرار دارد و در ارتفاع ۲ متری از سطح دریا واقع شده است.